# Chris Washburn
Christopher Scott Washburn (Hickory, Carolina del Norte, 13 de mayo de 1965) es un exjugador de baloncesto estadounidense que jugó dos temporadas en la NBA a finales de los años 80. Con 2,11 de altura, jugaba de pívot. Un grave problema con las drogas le retiró prematuramente del baloncesto. Es el padre del también jugador profesional Julian Washburn.

## Trayectoria deportiva

### Universidad
Después de haber sido considerado uno de los 3 mejores jugadores de high school en 1984, se unió a la poderosa Universidad de North Carolina State, donde coincidiría con Spud Webb. Era un atleta extraordinario, con una increíble coordinación para su estatura. Con los Wolfpacks jugó durante dos temporadas, promediando 16,4 puntos y 6,6 rebotes por partido.

### Profesional
Fue elegido en la tercera posición del Draft de la NBA de 1986 por los Golden State Warriors, en la que, revistas como Sports Illustrated, le consideran la segunda mayor chapuza en las elecciones en un draft en toda la historia. Parecía llamado a ser el nuevo Karl Malone, pero sufrió una tendinitis, y al ser tratada con antiinflamatorios le supuso una infección en el riñón. 
A comienzos de 1987 reconoció públicamente sus problemas con la cocaína, que le llevaron a una clínica de desintoxicación. Al regresar al equipo en marzo, todavía no estaba curado del todo. 
A poco de comenzar la temporada 1987-88 fue traspasado a Atlanta Hawks, donde solo disputó 29 partidos, antes de fallar en el tercer control antidopaje en tres años realizado por la NBA, lo que supuso su expulsión definitiva de la liga. En dos temporadas jugó tan solo 72 partidos, promediando 2,4 puntos y 2 rebotes.
En los años 90 sobrevivió jugando en diversas ligas profesionales menores de Estados Unidos. También actuó en equipos de Argentina, Puerto Rico, Grecia, España, Suiza y Colombia.

## Estadísticas de su carrera en la NBA

### Temporada regular
| Año     | Equipo       | PJ | PT | MPP  | %TC  | %3P  | %TL  | RPP | APP | ROB | TPP | PPP |
| ------- | ------------ | -- | -- | ---- | ---- | ---- | ---- | --- | --- | --- | --- | --- |
| 1986-87 | Golden State | 35 | 2  | 11.0 | .393 | .000 | .353 | 2.9 | .5  | .2  | .1  | 3.8 |
| 1987-88 | Golden State | 8  | 0  | 10.8 | .438 | -    | .625 | 2.5 | .4  | .2  | .0  | 4.1 |
| 1987-88 | Atlanta      | 29 | 0  | 6.0  | .449 | -    | .565 | 1.9 | .1  | .1  | .3  | 2.0 |
| Total   | Total        | 72 | 2  | 9.0  | .412 | .000 | .439 | 2.4 | .3  | .2  | .2  | 3.1 |

### Playoffs
| Año   | Equipo       | PJ | PT | MPP | %TC  | %3P | %TL  | RPP | APP | ROB | TPP | PPP |
| ----- | ------------ | -- | -- | --- | ---- | --- | ---- | --- | --- | --- | --- | --- |
| 1986  | Golden State | 5  | 0  | 5.8 | .429 | -   | .833 | .2  | .4  | .0  | .0  | 2.2 |
| 1987  | Atlanta      | 1  | 0  | 2.0 | -    | -   | -    | .0  | .0  | .0  | .0  | .0  |
| Total | Total        | 6  | 0  | 5.2 | .429 | -   | .833 | .2  | .3  | .0  | .0  | 1.8 |

## Vida personal
Tras dejar la NBA con apenas 24 años llegó a vivir como un vagabundo en Houston. Cumplió una condena de tres años de  prisión por un delito de drogas, hasta que consiguió rehabilitarse en 2000.
Luego se ganó la vida como agente de cobro de hipotecas, colaborando activamente en una asociación para apoyar a la gente sin hogar y ayudando a exjugadores de la NBA que también tocaron fondo.